# Cyathea axillaris
Cyathea axillaris là một loài thực vật có mạch trong họ Cyatheaceae. Loài này được (Fée) Lellinger mô tả khoa học đầu tiên năm 1087.